# Irinympha
Irinympha é um gênero de mariposa pertencente à família Acrolepiidae.